# Archive d'Anna
L'Archive d'Anna est un moteur de recherche de bibliothèques clandestines créé par le pseudonyme Anna. Elle a été fondée en réponse directe aux efforts des autorités pour fermer la Z-Library en 2022,,,. Elle se décrit comme un projet visant à « cataloguer tous les livres existants » et à « suivre les progrès de l'humanité pour rendre tous les livres facilement disponibles sous forme numérique ».
L'Archive d'Anna est un miroir des bibliothèques Library Genesis, Open Library, Sci-Hub et Z-Library et a moissonné en intégralité le catalogue de la bibliothèque WorldCat ainsi que la base de données de livres numérisés Duxiu,,. L'archive d'Anna indique qu'elle n'héberge pas de documents protégés par le droit d'auteur et qu'elle indexe uniquement les métadonnées déjà accessibles au public.
Au 21 septembre 2024, les Archives d'Anna contenaient 37 666 367 livres et 105 835 081 articles.

## Site Web
Le code et les données de l'Archive d'Anna sont totalement open source. Les collections sont préservées en masse à l'aide de BitTorrent afin de rendre le site résistant aux pertes de données et aux censures. Le site propose deux manières pour télécharger les fichiers. Une disponible seulement pour les membres avec un abonnement actif qui permet de télécharger plus rapidement. Tandis que la seconde manière, disponible pour tous sans compte est plus lente et requiert la vérification du navigateur avec un CAPTCHA pour éviter le scraping.

## Histoire
L'Archive d'Anna a été fondée par l'équipe d'archivistes anonymes Pirate Library Mirror en réponse directe aux efforts des autorités américaines pour fermer Z-Library en 2022.
Le 3 octobre 2023, Anna's Archive aurait moissonné la plus grande base de données de métadonnées de livres au monde WorldCat. L'Archive d'Anna affirme que ce web scraping « marque une étape majeure dans le recensement de tous les livres du monde » et qu'elle leur permet de « travailler à la création d'une liste de tous les livres qui doivent encore être préservés ». En réponse à ce web scraping, le site est poursuivi en justice le 12 janvier 2024 par OCLC, l'un des gestionnaires de WorldCat. OCLC affirme que ce web scraping est le résultat de cyberattaques sur ses serveurs et que l'Archive d'Anna permet le téléchargement public des données récupérées. Lors du procès, le seul mis en cause connu nie toute implication de l'Archive d'Anna dans le moissonnage des données ou dans le piratage de WorldCat.
Le 4 novembre 2023, Anna indique sur son blog qu'elle a acquis une copie de Duxiu, une base de données de livres chinois numérisés. Les données ont été publiées sans sanctions le 16 juin 2024.
L'accès au site a été bloqué en Italie en janvier 2024 à la suite d'une plainte pour droits d'auteur déposée par l'Association italienne des éditeurs. En mars 2024, il a été bloqué par certains fournisseurs de services Internet aux Pays-Bas à la demande de BREIN, un groupe luttant contre les atteintes au droit d'auteur.
Le 1er juillet 2024, le miroir .org a commencé à rediriger vers le miroir .gs. Le 11 juillet 2024, Anna a signalé sur son sous-reddit que le miroir .gs ne fonctionnait pas,, et qu'il fallait utiliser le miroir .se ou le nouveau miroir .li en remplacement. Le miroir .org a également stoppé de rediriger.